# Малка земна чинка
Малка земна чинка (Geospiza fuliginosa) е вид птица от семейство Тангарови (Thraupidae).

## Разпространение и местообитание
Тя е един от видовете Дарвинови чинки и е ендемичен вид, срещащ се на Галапагоските острови. Неговите естествени местообитания са тропическите и субтропическите райони характеризиращи се със суха горска и храстова растителност.